# Ride (пісня)
«Ride» — пісня американської співачки й авторки пісень Лани Дель Рей з її третього мініальбому Paradise (2012). Пісня була написана самою Дель Рей та Джастіном Паркером. Продюсером став Рік Рубін. Композиція отримала визнання музичних критиків, які порівняли вокал Дель Рей з вокалом Адель і Брендона Флауерз з The Killers. Хоча пісня була лише скромним хітом у Сполучених Штатах, Швейцарії, Ірландії та Франції, пісня потрапила до десятки найкращих у Росії. 
«Ride» — це балада, яка тематично охоплює проблеми стосунків з батьками, вживання алкоголю та самотності. На обкладинці пісні зображено Лану на гойдалці, що одягнена у ковбойські чоботи та джинсову куртку.
Супровідне музичне відео на «Ride» було знято Ентоні Мандлером і було випущено 12 жовтня 2012 року.  

## Передісторія та реліз
В інтерв'ю RTVE 15 червня 2012 року Дель Рей заявила, що працює над новим матеріалом, додавши, що п'ять треків на той момент вже написані. Під час розмови з Тімом Блекуелом на австралійському радіо Nova FM виконавиця уточнила, що платівка буде не повноцінним альбомом, а скоріше перевиданням Born to Die. Зрештою, до перевидання The Paradise Edition, окрім п'ятнадцяти пісень з Born to Die, ввійшли дев'ять нових пісень, включаючи «Ride». На початку листопада 2012 року перевидання стало доступним для замовлення в iTunes, а на YouTube був опублікований рекламний ролик до альбому. The Paradise Edition було випущено на лейблах Interscope і Polydor 9 листопада 2012 року і дебютувало на десятій позиції в американському чарті Billboard 200.
«Ride» —  це балада, написана в жанрі блакитноокий соул. Вокал Лани у пісні супроводжує просочена струнами, фортепіанна мелодія, яку створив Рік Рубін. Текст для треку написали Дель Рей і Джастін Паркер, які були співавторами майже кожної пісні в дебютному альбомі Born to Die. Для подальшого просування синглу та альбому був випущений мініальбом, до якого ввійшли кілька реміксів на «Ride».

## Музичне відео
Ентоні Мендлер, що був режисером кліпу на трек «National Anthem» знову захотів попрацювати з Дель Рей. 10 жовтня Лана представила музичне кліп на пісню в театрі Aero в Санта-Моніці, штат Каліфорнія, а прем'єра на VEVO відбулася вже через два дні. Відео являло собою 10-хвилинний короткометражний фільм.
Фільм отримав змішані, здебільшого позитивні відгуки, головним чином через зображення суперечливих тем, включаючи проституцію, подружню зраду, зґвалтування та помсту, а також насильство з використанням зброї.

## Критичний прийом
Пісня «Ride» отримала хорошу оцінку музичних критиків. 
Contactmusic.com вважає, що ця пісня є більш досконалою, ніж попередні роботи Дель Рей, а сильні сторони треку перекривають недоліки. NME написав у блозі, що найбільш значущий текст пісні звучить так: «I'm tired of feeling like I'm fucking crazy» (укр. «Мені набридло відчувати себе божевільною»). В той же час Billboard писав: «Ride» — це довга мрійлива балада, яка розгортається в повному обсязі під час приспіву, коли Лана співає: «Been trying' hard not to get into trouble/But I, I've got a war in my mind… so I just ride» (укр. Я з усіх сил намагалася не потрапити в халепу, але в мозку була війна»). MTV назвав композицію «повільним, таким же м'яким як і її дебют, горінням».  У третьому огляді MTV назвав її найбільш прослуховуваною піснею тижня.
Деякі критики виявили схожість між «Ride» і піснею фронтмена The Killers Брендона Флауерса «Flamingo».

## Кавер-версії
Автор пісень і продюсер Шейн Тутмарк випустив кавер на «Ride» як сингл у січні 2013 року. У музичному відео Тутмарка на композицію є домашні кадри з життя Джона Кеннеді, Елвіса Преслі та Мерилін Монро.
Британська інді-рок група White Lies випустила кавер на «Ride» для свого мініальбому Small TV 2013 року.

## Учасники запису
- Лана Дель Рей – вокал, бек-вокал, композитор, авторка слів.

- Джастін Паркер – композитор.
- Рік Рубін – продюсер.
- Ендрю Шепс – міксер.